# Stalachtis venezolana
Stalachtis venezolana är en fjärilsart som beskrevs av Adalbert Seitz 1917. Stalachtis venezolana ingår i släktet Stalachtis och familjen juvelvingar. Inga underarter finns listade i Catalogue of Life.